# 余涵宇
余涵宇，号大荒散人，玄壶山庄主人。
余涵宇祖籍湖北，现定居北京。山水画家、书法家，国家一级美术师。现为中国文联文艺资源中心本源书画院院长，北京海悦书画院常务副院长。
其作品 作品多次参加国内外大展，并长年发表于《美术》、《美术观察》、《中国书画》、《荣宝斋》等国家一线美术杂和报刊。书画作品多次被荣宝斋拍卖公司、翰海拍卖公司、嘉德拍卖公司拍卖并被藏家收藏。
读书、写字、画画、游历是其人生的全部内容、创作作品是其进技悟道、淬炼生命、澡雪精神、涵铸大冶最真实的“简历”最深刻的“印迹”。
- 余涵宇重彩水墨画展亮相联合国 （页面存档备份，存于）